# ブレイブサーガ2
『ブレイブサーガ2』は、2000年5月2日にタカラから発売されたプレイステーション用シミュレーションロールプレイングゲーム。価格は7,800円。『新世代ロボット戦記ブレイブサーガ』の続編。本作を基にした漫画もあるが、ここではゲーム内の設定を中心に解説する。

## 概要
本作は、前作の人気を受け作られた続編。ストーリーとしては『勇者聖戦バーンガーン』の設定を継承しているが、その段階で、ゴルドランと前作未登場のガオガイガーを除く正規TVシリーズでの歴代のボスが倒されたことから、新たにオリジナルのボスと新たな主人公が設定。前作に比べ勇者達はストーリーと関連性が薄く「生存権を懸けた戦い」「人の関わりと運命」という重々しいテーマが伸し掛っている。前作ではスポット参戦だったダグラム、ボトムズ、ガリアンが正式にユニットとして参戦、さらに前作未登場だったガードウイング、マイトガンナー、空影が新たにユニットとして登場する。また、シズマや火鳥勇太郎、ダグオンチーム（ダグテクター姿）、サイボーグガイといった人間型ユニットも登場する。ブレイブサーガで初めて勇者王ガオガイガーが加わり、ガオガイガーが参戦、勇者王ガオガイガーの原作を取り入れた新たなシナリオが盛り込まれている。またボトムズは『ライトニングスラッシュ』からスラッシュドッグ、『ベルゼルガ物語』からテスタロッサが、ガリアンは『鉄の紋章』から鉄巨人が参戦している。前作とは異なりディスク二枚による完全フルボイス仕様を実現。
予定された販売日にゲーム製作が間に合わず、延期された事を『月刊アニメディア』をはじめとする各アニメ雑誌に告知、その際に予約者全員に発売延期を知らせる詫び状と特別制オリジナルポストカードが郵送された。前作で見られた初版限定フィギュアや勇者の証といった特典はなかったが、店頭予約すると受け取り時に限定ポスターが付属し、取扱説明書の応募券を前作ソフトとの応募券とあわせ送った場合、担当声優によるサイン入り台本5冊・サイン色紙10枚などが当たるキャンペーンが行われた。その他、勇者の証についても第二弾「勇者の証2」が作られたが、これは『装甲騎兵ボトムズ 鋼鉄の軍勢』初回生産分の特典として同梱された。
次作についてはプロットや未登場勇者などの伏線がゲーム中に張られている（マグナ・フラッシュの合体とその名前・前作においてバーン以外に存在する聖勇者など）が、続編についてはハヤバーンがミクシィおよび自身のブログにてコメントを寄せている。
声優は基本的には原作アニメと同じだが、『ガオガイガー』に登場する初野華の祖母のみ、原作アニメの鈴木れい子からみきさちこに変更されている。

## 新要素
合体せずに出撃
前作は「合体した状態」でしか出撃できないユニットがほとんどであったが、本作品では「合体前」の状態で出撃できるユニットが多い。
ガッツ
敵の撃破や被弾、ターンの経過によって「ガッツ」メーターが上昇していく。満タンになると消費することで、合体や必殺技、致命的なダメージを受けてもHPをわずかに残し踏みとどまる恩恵を受ける。
ドリル
ドリルを装備するユニットにのみ用意されているコマンド。敵に隣接した状態でこのコマンドを選択すると、対象の敵は現HPの10%分のダメージを受けて1マスノックバックし、必ず後ろを向く。このシステムを応用することで、敵の近接攻撃を防ぎながら追い討ちをかけるなどの様々な戦法を編み出すことが出来る。だが、壁やユニットによって囲まれてはその効果は発揮されず、装備品にあってもないユニットが存在する。
特殊防御
ガオガイガーのプロテクトシェードなど特殊な防御方法、あるいはシールドを装備したユニットのみ使用できる。攻撃の代わりに使用しておくと次回移動可能時までに受ける敵からの攻撃によるダメージを大幅に軽減する。ドリル同様設定上特殊防御やシールドを装備していても使えないユニットも存在する。
データコンバート
タイトル画面からデータコンバートを選択し前作データを引き継ぐとサブシナリオでブラックマイトガインとカゲロウを仲間にできる。シナリオ面ではデータを引き継いでいないと『ボトムズ』のキリコ・『ダグラム』のクリン・『ガリアン』のジョルディと『バーンガーン』の瞬兵は初対面になるがデータを引き継ぐと前作で出会ったことをキリコ・クリン・ジョルディが覚えている。

## あらすじ
かつて地球は魔族の支配する星だった。しかし彼らは駆逐され、長い年月がたっていた。そして地上には、かつて魔族がいたことなど知らない人間たちが平和な暮らしを送っている。シズマも、その1人だった。
聖勇者たちがグランダークを再封印し、宇宙に平和がもたらされたかに見えたが、その平和は長くは続かなかった。グランダークの放った悪のエネルギーの所在が分からず、聖勇者たちは探索を続けていたのである。それは宇宙の果てで封印されていた、かつて地球を支配していた魔王バルドー率いる魔族がその影響により封を解かれ復活してしまう。バルドー軍の奇襲で宇宙警察機構本部は壊滅、カイザーズ、宇宙警備隊も傷つき、一人立ち向かったバーンガーンも生死不明になる。

そして、魔族を封印する「剣の一族」の末裔で「最後の剣」の継承者である少年シズマは、巫女であった母親の千草共々、命と「アフェタ」と呼ばれる力の源を奪われ、瞬兵や勇者たちも行方不明になる。同時に地球が7つに分割。この割れた状態の地球こそ「ベルターヌ」と呼ばれ、かつて魔族が支配していた原初の地球の姿であった。母の最後の力で仮の身体「錬氣体」を得て蘇ったシズマは母の仇を討ち、自分の肉体を取り戻すために復讐を開始。同時期に愛美は菜々子、ロンロンと共に行方知れずとなった瞬兵たち勇者を探索する。はたしてこの結末は…

## 参戦作品
- 勇者エクスカイザー
- 太陽の勇者ファイバード
- 伝説の勇者ダ・ガーン
- 勇者特急マイトガイン
- 勇者警察ジェイデッカー
- 黄金勇者ゴルドラン
- 勇者指令ダグオン
- 勇者王ガオガイガー
  - 勇者王ガオガイガー外伝 獅子の女王
- 勇者聖戦バーンガーン
- 装甲騎兵ボトムズ
- 太陽の牙ダグラム
- 機甲界ガリアン

## 登場人物
剣の一族
シズマ
声 ：遠藤章史
16歳の高校生。誕生日は５月10日。「最後の剣」の伝承者であるが、その真実を知らぬまま育った。性格は粗野で無鉄砲、喧嘩っ早く、荒れた高校生活を送っていたが、魔族参謀ゴーデスによりファイナルブレードが封印された自らの肉体と、力の源であるアフェタを奪われる。だが、母親は自分の命と引き換えにシズマを復活させた。体のない、魂だけの存在(練気体)として蘇ったシズマは母の仇射ちと自分の肉体を取り戻すためバルドー帝国に立ち向かう。母の命を奪った魔族を激しく憎悪し、自分とヴァリオン以外は信用せず、協力を申し出た愛美に対しても当初刺々しい態度を取っていたが、共に戦う過程において、打ち解けていく。
千草（ちぐさ）
声 ：深水由美
シズマの母で「最期の剣」の巫女。ゴーデスたちに闇討ち同然に襲撃され、死の間際、残った力で仮の身体「錬氣体」を息子に与え息絶える。
魔族
魔王バルドー
声 ：郷里大輔
バルドー帝国を支配する魔族の王。数百mの巨人。六将軍の技を全て繰り出せる。復活した後はベルターヌへと多くの配下と共に進軍している。
魔族参謀ゴーデス
声： 中島聡彦
シズマのアフェタと肉体を奪った張本人。暗黒剣を使って強化を図ろうとする。優柔不断で人間の確保で戦争を止めさせるなど小心さが目立つ。
ブレア
声 ：西松和彦
六将軍の一人。「灼熱」の異名を持つ魔族のチンピラ。力押し一辺倒。浅間山を中心に炎魔の軍勢と列車砲で日本とその周辺を攻撃しようとする。元ネタはフレア。
ラプトル
炎属性の魔族。炎の精霊に近い容姿をする。口から火を吐く。
ガープ
声 ：神奈延年
六将軍の一人。オネエ言葉で話すが、男性。『切り裂き』の異名をとる。宇宙警察機構本部を壊滅させ、バーンガーンとシズマの命を奪った張本人。「約束は守る方」と自称する。アフリカを中心とした風魔の領域を支配する。
台風男爵
風属性の魔族。容姿がEI-18に酷似する。竜巻を操る。
ドーザ
声： 森沢芙美
六将軍の一人。『圧殺』の異名を持つ、サディステックな女魔族で子供の若いライフエナジーを奪う。大堂寺 炎 曰く「蛇ババア」。北米を中心とした岩魔の領域を支配する。元ネタはブルドーザー。
ケツァルコアトル
土属性の魔族。翼の生えた大蛇。強力な酸を吐く。
シェール
土属性の魔族。ケツァルコアトルとは色違い。
シード
声 ：坂東尚樹
六将軍の一人。オセアニアを中心とする水魔の領域を支配。『激流』の異名を持つ。丁寧口調だが、他者に任せっぱなしで、失敗すると全てを破壊するエゴイスト。美しいものを愛し、自らの居城を海底に作られた水の城に作り、部下もまた美しい者を好む。しかし、その姿は魔族らしく、フジツボや魚人に似て醜悪。これがコンプレックスとなっている。元ネタは水。
闘飛魚
水属性の魔族。硬質の魚。高水圧を発射する。
アズラエル
声 ：小西克幸
六将軍の一人でバルドーの側近。ヨーロッパを中心とした光魔の領域を支配。魔族の司法官で人間に化身し、論理攻めで魔族正当論を唱える。元ネタは死を司る天使からで、六枚の翼を用いて攻撃する。
エンジェルビー
光属性の魔族。天使に近い容姿をする。胸から光線を発射する。
ネクロ
声： 中村大樹
六将軍の一人でバルドーの側近。寡黙で内心は何を考えているのか周囲は分からない。死者を甦らせる反魂の術に長ける。元ネタはネクロマンサー。魔王を向かいいれる時間稼ぎを買って出て、南米を中心とした闇魔の領域を転々とする。
エレ
闇属性の魔族。胎盤のような膜に覆われ、攻撃にしか開かない。
ゴウマ
声 ：遠藤章史
「暗黒剣」がシズマの体に憑依した姿。その理由から外見はシズマとうり二つ。厳密に言えば『動く鞘』であり、彼が倒されることによって、「暗黒剣」は完全に目覚める。

## メカニック
ゲーム上バーンガーン系に分類されるものの、地球保護の為生まれた存在なのでバーン達聖勇者達とは存在がまったくの別物。ロボットなのか、それとも生命体なのかも不明である。
ヴァリオンシリーズ
モトヴァリオン
声： 高木渉
シズマが乗り込む巨大バイク。操縦はシズマが行い、ヴァリオンはナビゲーターを勤める。意思を持って活動することはできないが、アフェタを得るたびに本来の性能を取り戻す。
スカイソニック
C-naゼネラルカンパニーが所有していた戦闘機を改造した「空を飛ぶもの」。
ランドファイヤー
超高層用梯子消防車を改造した「地を駆けるもの」。
マリンスピーダー
最新鋭海底超特急を改造した「海を泳ぐもの」。
セイバーヴァリオン
剣の戦士。剣技を得意とする。初期ヴァリオンシリーズの基本形態。
全高：25m
重量：80t
装備
ラダーブレイド
ディスチャージャーキャノン
必殺技
セイバーヴォルテック
シャインショット
エースヴァリオン
空中戦に特化した銃の戦士。全身に重火器を装備。
全高：27m（ツインラダーバスター含む）
装備
ガンランチャー
ツインラダーバスター
グラビトンバイパー
ディスチャージャーキャノン
必殺技
エースデストロイヤー
マックスヴァリオン
水中戦に特化した力の戦士。格闘戦が得意。機動力が高い。
全高：27m
装備
スクリュートルネード
パワーアンカー
ガトリングブースター
必殺技
マックスアンカーブロー
ヴァリオン
声： 高木渉
モトヴァリオンに封印されていたヴァリオンの本来の姿。喋り方もそれまでの機械的な喋りから人間同様のものとなる。6輪車のスポーツカー、飛行形態『ヴァリオンアタッカー』に変形可能。
全高10.0m
装備
ヴァリオンショット
グレネードミサイル
クロスシューター
必殺技
カッターウイング
コズミックシャトル
衛星軌道上に封印されていたスペースシャトル型の宇宙船。大気圏突破能力を持つ。内部に小型衛星型サポートメカを収納する。
ヴィクトリオン
ヴァリオンとコズミックシャトルが合体した『宇宙の戦士』。衛星軌道上にある宇宙ステーション型サポートメカを変形させた重火器を中心とした強力な武装を持つ。本来は1号ロボとして成立する存在である。
装備
ヴィクトリーソーサー
ヴィクトリーソーサーダブル
サテライトライフル
コスモガトリングガン
ツインキャノンモード
必殺技
プラネットブラスター
ヴィクトリーコスミックキャノン
虚空龍撃弾（バーンガーンとの合体技）
グラビトンマグナム（ガオガイガーとの合体技）
ギャラクシオン
すべてのアフェタを取り戻したことでヴィクトリオンが変化した姿。また、4つのアフェタを無理やり開放することで一時的に変化したこともあるが、その際は命の保証が無いに等しい。生命の根源『アフェタ』を開放した光の戦士であるが、実は元々この姿が本来の状態で、封印をかねてヴァリオン（ヴィクトリオン）→モトヴァリオン（陸・海・空三形態）とパワーダウンさせていた。
装備
ヴィクトリーソーサー
ヴィクトリーソーサーダブル
サテライトライフル
コズモガトリングガン
ツインキャノンモード
必殺技
ヴィクトリーコズミックキャノン
プラネットブラスター
ファイナルギャラクティカ（グレートバーンガーンとの合体技）
聖勇者
詳しくは勇者聖戦バーンガーンを参照。
方舟（はこぶね）
モビィ・ディックに代わるVARSの移動基地。前述の機体と同時期に開発していたが、巨大なサイズが禍しエネルギー不足の問題を起こし頓挫していた。メインコンピューターNOAを据える。全長800m。50万人の被災者を収容できる。浅間山で奪取した轟爆を利用、主砲として搭載している。
轟爆（ごうばく）
ブレアが作り出した巨大列車砲。浅間山の溶岩をエネルギーにし有効射程範囲内を砲撃しようとするが、完成寸前で阻止される。莫大なエネルギーを吸収しても壊れない頑丈さにより、GGGの極秘仲介により回収され方舟に装備される。

## 用語
最期の剣（ファイナルブレード）
バルドー帝国に立ち向かった一族。成長と進化を持つ存在として総力を結集し魔族を宇宙の果てへと追放、封印する。同時に伝承者其の物、即ちシズマの比喩を意味するが、暗黒剣と永遠の戦いを繰り返し、力を無力させ封印する運命を持つ者でもある。
暗黒剣（ソウルイーター）
最期の剣と対を成す剣。その姿は禍々しく、惑星ひとつの生命力、知識、経験を未曾有に吸収する。魔王バルドーと同一視でもある。
ベルターヌ
魔族が支配する原始破状惑星。地球の本来の姿。バルドーは地球をベルターヌに戻すためにシズマたちを襲った。地球を含む複数のパラレルワールドが1つの世界に同居し領域との間には障壁が存在、通信などの情報網も途絶えていた。
アフェタ
　剣の一族や魔族が使用する力の根元。今作においては属性に相当する。全部で六系統存在。一人一系統だが、シズマは六つ全部を持つ。
練気体
　千草がシズマに与えた仮初めの肉体。生身と違い宇宙空間や水中でも活動が可能。
バルドー帝国
　魔王バルドーが支配する魔族の国。ベルターヌにおいて頂点に立つ存在で、動植物だけでなく人間もまたその隷属であり、同時に糧に過ぎなかった。
ディメンジョンサクション
ゴーデスが勇者たちに行った作戦。集団で叩かれるのを恐れベルターヌ各地に分散させたが、GGGをはじめとする新しい戦力が加わった事実を知らなかったことで最終的に打破されてしまう。
割れた鏡
桜小路蛍が呟いた言葉。中国の故事「破鏡元に戻らず」に沿った意味で鏡はベルターヌ、割れた破片は多次元宇宙から枝分かれして進化したヌーベルトキオなどのこと。再びひとつにすることは収まるどころか次元崩壊し無に帰することを言葉にしたもの。

## 主題歌
OP「CROSS OVER 〜ひとりじゃないから〜」
ED「笑顔の場所へ」
作詞：畑早苗（HATA SANAE）、作曲：山田英司、編曲：道祖尾晶子 唄：白神直子（SHIRAKAMI NAOKO）、コーラス：井関佳子
（株）B&Sクリエイティブ

## 勇者の証2
PS用ゲーム『装甲騎兵ボトムズ 鋼鉄の軍勢』の初回生産分にのみ付属した宣伝用ディスク。
本編とほぼ同じ内容の各作品の設定資料を見ることができる。また「目覚めた勇気」「CROSS OVER」のフルサイズを歌詞付きで収録。

## 攻略本
- NTT出版『ブレイブサーガ2 完全勇者ガイド』 ISBN 9784757180734
- ケイブンシャ『プレイステーション必勝法スペシャル ブレイブサーガ2』ISBN 9784766934328
- 講談社『ブレイブサーガ２ 完全攻略ガイド　覇王ゲームスペシャル178』 ISBN 4063431789

## コミカライズ
2000年にエンターブレインから発刊。著者は一式まさと。剣の一族についての追加設定がなされ、それに沿ってオリジナル要素を加えた作品「全2巻」。但し、登場人物や勇者たちの運用方法が原典のTVシリーズと若干異なる。
1. ISBN 9784757702752
2. ISBN 9784757704534

### オリジナル登場人物
リョウガ
最期の剣の分家。国立桜花大学所属。恋人を魔族との戦いで失う。復讐の為に魔族とシズマ双方を利用する。
吉京愛流（ききょう あいる）
リョウガの恋人。国立桜花大学3年。自然考古学を選考していたが、ソォーン発掘時に魔族が復活し、その戦闘に巻き込まれ絶命。その亡骸は最期の剣の一族の墓にある樹の下に葬られた。
ソォーン
最期の剣の遺産である白いロボット。車形態に変形する。武器は蛇腹剣。
レッグソーダー
尻尾の様な可変翼を持つ重爆撃機。
アッパーソーダー
セイバーヴァリオンが倒れたのと同時に覚醒した戦闘機。
マスターソーダー
可変翼が相反するステルス戦闘機。
ソーディオン
ソォーン、アッパーソーダー、レッグソーダー、マスターソーダーが合体した攻撃偏重型の戦士。複数の勇者を相手にしても遜色ない戦闘力を誇るが、反面防御能力は低い。剣の形を成す最終形態で魔王を封印する力を得るが、代償として操縦者の命を捧げなければならず、愛流はそれを危惧し別ファイルへ秘匿していた。マスターソーダーが無い状態でも合体と攻撃はできるが、この場合最終形態に変形する事は出来ない。
武装
ブレイクファング
ウェポンミサイル
チェインテイル
ハンマークロー
必殺技
ファングパニッシャー
βセイバーヴァリオン
コミカライズ版オリジナルの機体。ゴウマが操縦するセイバーヴァリオンの対なる写し身。形状の一部が異なっている。エースやマックスに変形できるかは不明瞭である。